# Juan Somoza Rebollido
Juan Somoza Rebollido (Boiro, 1898 - ídem, 14 d'octubre de 1985) fou un ferrer, comerciant, periodista, sindicalista i polític socialista gallec.
Va treballar com a ferrer, comerciant, i corresponsal d'El Pueblo Gallego a Boiro. També va militar com a socialista. Durant un incident a les eleccions de novembre de 1933, va ser detingut, jutjat en consell de guerra, condemnat a quatre anys de presó correccional i empresonat al centre penitenciari del Dueso. Després del triomf del Front Popular el febrer de 1936, va ser amnistiat. Va ser nomenat batlle de Boiro el març de 1936. Quan va tenir lloc el cop d'estat del 18 de juliol de 1936, era a Madrid. S'instal·là a València, on participà amb altres correligionaris en la creació del Grup de Socialistes Gallecs. S'exilià a l'Argentina. Va tornar a Galícia passada la mort de Franco i va morir a Boiro als 87 anys.
Es casà amb Consuelo Outeiral Outeiral, germana de Juan Outeiral.